# 강하향 반사슬
순서론에서 강하향 반사슬(強下向反사슬, 영어: strong downward antichain)은 서로 다른 두 원소가 공통된 하계를 갖지 않는, 원순서 집합의 반사슬이다. 반대로, 강상향 반사슬(強下向反사슬, 영어: strong downward antichain)은 서로 다른 두 원소가 공통된 상계를 갖지 않는, 원순서 집합의 반사슬이다.

## 정의

### 원소의 양립
원순서 집합 {\displaystyle (X,\lesssim )}의 두 원소 {\displaystyle x,y\in X}에 대하여, 만약 {\displaystyle \{x,y\}}가 하계를 갖는다면, {\displaystyle x}와 {\displaystyle y}가 하향 양립(下向兩立, 영어: downward compatible)한다고 한다.:53, Definition II.2.2 마찬가지로, 만약 {\displaystyle \{x,y\}}가 하계를 갖는다면, {\displaystyle x}와 {\displaystyle y}가 상향 양립(上向兩立, 영어: upward compatible)한다고 한다.
서로 비양립하는 두 원소는 보통 {\displaystyle x\perp y}로 표기하며, 서로 양립하는 두 원소는 보통 {\displaystyle x\parallel y}로 표기한다. (이 기호들이 상향·하향을 나타내는지 여부는 문헌에 따라 다르다.)

### 강하향·강상향 반사슬
원순서 집합 {\displaystyle (X,\lesssim )}에 대하여 다음 두 조건이 서로 동치이며, 이를 만족시키는 원순서 집합을 강하향 반사슬이라고 한다.:53, Definition III.2.2
- {\displaystyle A}의 부분 집합 가운데 크기 2 이상인 것은 하계를 갖지 않는다.
- 임의의 {\displaystyle a,a'\in A}에 대하여, 만약 {\displaystyle a}와 {\displaystyle a'}이 하향 양립한다면, {\displaystyle a=a'}이다.
- 임의의 {\displaystyle a,a'\in A} 및 {\displaystyle x\in X}에 대하여, {\displaystyle x\lesssim a\neq a'}라면 {\displaystyle x\not \lesssim a'}이다.

마찬가지로, 원순서 집합 {\displaystyle (P,\lesssim )}에 대하여 다음 두 조건이 서로 동치이며, 이를 만족시키는 원순서 집합을 강하향 반사슬이라고 한다.
- {\displaystyle A}의 부분 집합 가운데 크기 2 이상인 것은 상계를 갖지 않는다.
- 임의의 {\displaystyle a,a'\in A}에 대하여, 만약 {\displaystyle a}와 {\displaystyle a'}이 상향 양립한다면, {\displaystyle a=a'}이다.
- 임의의 {\displaystyle a,a'\in A} 및 {\displaystyle x\in X}에 대하여, {\displaystyle x\gtrsim a\neq a'}라면 {\displaystyle x\not \gtrsim a'}이다.

강한 하향 반사슬 및 강한 상향 반사슬은 반사슬이지만, 그 역은 성립하지 않는다.

### 반사슬 조건
임의의 기수 {\displaystyle \kappa }가 주어졌다고 하자. 만약 원순서 집합 {\displaystyle (X,\lesssim )}의 모든 강하향 반사슬의 크기가 {\displaystyle \kappa } 미만이라면, {\displaystyle (X,\lesssim )}가 {\displaystyle \kappa }-강하향 반사슬 조건({\displaystyle \kappa }-強上向反사슬條件, 영어: {\displaystyle \kappa }-strong downward antichain condition)을 만족시킨다고 한다.:227, Definition 15.2:212, Definition VII.6.7 마찬가지로, 원순서 집합 {\displaystyle (X,\lesssim )}의 모든 강상향 반사슬의 크기가 {\displaystyle \kappa } 미만이라면, {\displaystyle (P,\lesssim )}가 {\displaystyle \kappa }-강상향 반사슬 조건({\displaystyle \kappa }-強上向反사슬條件, 영어: {\displaystyle \kappa }-strong upward antichain condition)을 만족시킨다고 한다.
특히, 만약 {\displaystyle \kappa =\aleph _{1}}일 경우, 이 조건들은  가산 강하향 반사슬 조건(可算強上向反사슬條件, 영어: countable strong downward antichain condition)·가산 강상향 반사슬 조건(可算強上向反사슬條件, 영어: countable strong downward antichain condition)이라고 한다.:220, Definition 14.33:53, Definition II.2.3 (집합론에서는 이 조건들을 보통 "가산 반사슬 조건" 또는 "가산 사슬 조건"으로 부른다. 후자는 불 대수의 경우 사슬과 반사슬 사이의 관계에 따른 것이다.)

## 성질
{\displaystyle B}가 완비 불 대수라고 하고, {\displaystyle \kappa }가 임의의 기수라고 하자. 그렇다면, 다음 두 집합 사이에는 자연스러운 전단사 함수가 존재한다.
- 그 상이 {\displaystyle B\setminus \{\bot \}}의 강하향 반사슬을 이루는 함수 {\displaystyle f\colon \kappa \to B\setminus \{\bot \}}들의 집합
- 단사 증가 함수 {\displaystyle g\colon \kappa \to B} 가운데, 임의의 {\displaystyle S\subseteq \kappa }에 대하여 ({\displaystyle \sup S<\kappa }), {\displaystyle \sup g(S)=g(\sup S)}인 것들의 집합. (특히, {\displaystyle S=\varnothing }일 때 {\displaystyle \bot =g(0)}이다.)

구체적으로, 이 전단사 함수는 다음과 같다. {\displaystyle f\colon \kappa \to B\setminus \{\bot \}}가 주어졌을 때,
{\displaystyle g\colon \alpha \mapsto \sup _{\beta <\alpha }f(\beta )\in B}
를 정의한다. 반대로, {\displaystyle g\colon \kappa \to B}가 주어졌을 때,
{\displaystyle f\colon \alpha \mapsto g(\alpha +1)\land \lnot g(\alpha )}
를 정의한다.

## 예
공집합과 한원소 집합은 (자명하게) 항상 강하향 반사슬이자 강상향 반사슬이다.
최대 원소를 갖는 원순서 집합의 강상향 반사슬은 공집합이거나 한원소 집합이다. 마찬가지로, 최소 원소를 갖는 원순서 집합의 강하향 반사슬은 공집합이거나 한원소 집합이다.

### 멱집합
집합 {\displaystyle X}에 대하여, 부분 순서 집합 {\displaystyle ({\mathcal {P}}(X)\setminus \{\varnothing \},\subseteq )}을 생각하자. 이 경우, 공집합을 포함하지 않는 집합족 {\displaystyle {\mathcal {S}}\subseteq {\mathcal {P}}(X)\setminus \{\varnothing \}}에 대하여 다음 두 조건이 서로 동치이다.
- {\displaystyle {\mathcal {P}}(X)\setminus \{\varnothing \}}의 강하향 반사슬이다.
- 서로소 집합족이다. 즉, 임의의 두 {\displaystyle A,B\in {\mathcal {S}}}에 대하여, {\displaystyle A\neq B}라면 {\displaystyle A\cap B=\varnothing }이다.

특히, {\displaystyle {\mathcal {P}}(X)\setminus \{\varnothing \}}의 강하향 반사슬의 최대 크기는 {\displaystyle |X|}이다.
마찬가지로, 집합족 {\displaystyle {\mathcal {S}}\subseteq {\mathcal {P}}(X)\setminus \{X\}}에 대하여 다음 세 조건이 서로 동치이다.
- {\displaystyle {\mathcal {P}}(X)\setminus \{X\}}의 강상향 반사슬이다.
- 임의의 두 {\displaystyle A,B\in {\mathcal {S}}}에 대하여, {\displaystyle A\cup B=X}이다.
- {\displaystyle \{X\setminus S\colon S\in {\mathcal {S}}\}}는 서로소 집합족이다.

특히, {\displaystyle {\mathcal {P}}(X)\setminus \{X\}}의 강상향 반사슬의 최대 크기는 {\displaystyle |X|}이다.
{\displaystyle {\mathcal {P}}(X)\setminus \{\varnothing ,X\}} 속의 반사슬 가운데, 반하향 반사슬이자 반상향 반사슬인 것들을 생각한다면, 이는 항상 크기가 2 이하이다. 즉, (크기 2일 경우) {\displaystyle \varnothing \neq S\subsetneq X}에 대하여 {\displaystyle \{S,X\setminus S\}}의 꼴이다.

### 위상 공간
위상 공간 {\displaystyle X}의, 공집합이 아닌 열린집합들의 부분 순서 집합 {\displaystyle \left(\operatorname {Open} (X)\setminus \{\varnothing \},\subseteq \right)}을 생각하자.
만약 {\displaystyle X}가 수슬린 직선이라면, {\displaystyle \operatorname {Open} (X)\setminus \{\varnothing \}}는 (정의에 따라) 가산 강하향 반사슬 조건을 만족시킨다.
만약 {\displaystyle X}가 분해 가능 공간이라면, {\displaystyle \operatorname {Open} (X)\setminus \{\varnothing \}}는 가산 강하향 반사슬 조건을 만족시킨다. 사실, 거리화 가능 공간에 대하여 다음 두 조건이 서로 동치이다.
- 분해 가능 공간이다.
- 가산 강하향 반사슬 조건이 성립한다.

집합 {\displaystyle \{0,1\}^{\beth _{2}}}에 곱공간 위상을 줄 경우, 이는 가산 강하향 반사슬 조건을 만족시키지만, 이는 분해 가능 공간이 아니다. (여기서 {\displaystyle \beth _{2}=2^{2^{\aleph _{0}}}}는 베트 수이다.)

## 응용
강하향·강상향 반사슬의 개념은 강제법에 등장한다. 강제법에서, 만약 공시작 집합과 포괄적 필터를 사용할 경우 가산 강하향 반사슬 조건을 사용하며, 반대로 공종 집합과 포괄적 순서 아이디얼을 사용할 경우 가산 강상향 반사슬 조건을 사용한다.